# Podomyrma laeviceps
Podomyrma laeviceps é uma espécie de formiga do gênero Podomyrma, pertencente à subfamília Myrmicinae.